# Withego II. von Colditz
Withego II. von Colditz († 26. Juli 1342; auf Tschechisch Vítek z Koldic) war von 1312 bis 1342 Bischof von Meißen.
Withego II. stammte aus der Familie von Colditz, die mit Ulrich I. von Colditz fast gleichzeitig den Naumburger Bischof und mit Thimo von Colditz den Meißener Bischof stellte. Sein Vorname erscheint in zahlreiche Varianten als Witego, Wytigo, Witigo, Witke, Witko oder Wythgo. Sein Vater war Heinrich der Ältere von Colditz auf Wolkenstein, seine Mutter war eine geborene von Leisnig, eine Schwester des vorausgegangenen Bischofs Albrecht III. von Leisnig. Withego II. war zuvor Meißner Domherr und Propst von Wurzen. Machatschek stellt fest, dass die Nennung eines Gegenbischofs namens Wilhelm sich als Irrtum des Autors Fabricius erwiesen hat. Als Bischof konnte Withego II. das Stiftsgebiet weiter ausbauen, er erwarb 1315 die Stadt Nossen und kaufte 1336 dem böhmischen König die Herrschaft Liebethal ab. Mit der Einrichtung des Offizialates, einer Behörde zuständig für die geistliche Gerichtsbarkeit, stärkte er die Position des Bischofs gegenüber dem Domkapitel. Die Sandsteinplatte im Meißner Dom trägt als zentrales Motiv ein großflächiges Familienwappen, die überlieferte Inschrift ist heute nur noch buchstabenweise lesbar.